# Пановы
Пановы — дворянский род.
Опричниками Ивана Грозного числились: Дмитрий, Таир Иванович (Благово) Пановы (1573).
В Гербовник внесены три фамилии Пановых:
1. Пановы, потомки Фадея Ульяновича Панова, пожалованного на поместья грамотою в 1619 году за Московское осадное сиденье (Герб. Часть VII. № 45).
2. Пановы, жалованные поместьями в 1625 году (Герб. Часть III. № 74).
3. Викул Лукьянович и Фёдор Викулич Пановы, в 1657 и других годах написаны по Московскому списку в дворянах с поместным окладом. Потомки сего рода Пановы служили Российскому Престолу дворянские службы в разных чинах и владели деревнями (Герб. Часть IX. № 95)[2].

Определением Московского Дворянского Депутатского Собрания, род Пановых внесён в 6-ю часть дворянской родословной книги, в число древнего дворянства.

## Описание гербов

#### Герб рода. Часть IX. № 95
Герб потомства Викулы Лукьяновича Панова: в щите, имеющем голубое поле, изображён белый лебедь, стоящий на желтом песке (изм. польский герб Папарона). Щит увенчан обыкновенным дворянским шлемом и короной со страусовыми перьями.
Намёт на щите голубой, подложен серебром.

#### Герб рода. Часть III. № 74
Щит разделен перпендикулярно на две части, из которых в правом в голубом поле изображена серебряная башня. В левой части в золотом поле рука в латах, имеющая саблю, вверх поднятую. Щит увенчан обыкновенным дворянским шлемом с дворянскою на нем короною, на поверхности которой видна рука с саблей. Намёт на щите голубой, подложен золотом.

#### Герб рода. Часть VII. № 45
Герб потомства Фадея Ульянова сына Панова: щит разделён на четыре части, из которых в первой части, в чёрном поле, изображён золотой крест. Во второй части, в голубом поле, сияющее солнце (польский герб Солнце). В третьей части, в голубом поле, серебряное сердце. В четвертой части, в чёрном поле, серебряный полумесяц, рогами в левую сторону обращённый. Щит увенчан дворянским шлемом и короной, на поверхности которой видна выходящая в латах рука с мечом. Намёт на щите голубого и чёрного цвета, подложен золотом.

## Известные представители
- Панов Василий Никитич — дьяк, воевода в Нижнем Новгороде (1602), в Тобольске (1603—1605).
- Панов Фёдор — дьяк (1629—1640).
- Панов Лука Янович — арзамасский городовой дворянин (1627—1629).
- Пановы: Фадей и Лука Ульяновичи — арзамасские городовые дворяне (1627—1629), московские дворяне (1629—1640).
- Панов Степан Петрович — московский дворянин (1629—1640).
- Пановы: Фёдор Васильевич, Василий Иванович, Андрей Лукин — московские дворяне (1636—1658).
- Панов Викула — подьячий, воевода в Енисейске (1656—1663) (два раза).
- Панов Иван Васильевич — воевода в Тетюшках (1644—1647).
- Пановы: Осип и Михаил Ивановичи, Константин Фадеевич, Иван Степанович, Иван Васильевич, Борис Матвеевич — московские дворяне (1658—1678).
- Панов Яков Лукич — воевода в Инсаре (1671), в Пензе (1675—1676).
- Панов Фёдор Васильевич — воевода в Данкове (1645—1647).
- Панов Пимен — дьяк (1676—1677).
- Пановы: Фёдор Иванович, Родион Павлович, Пётр Осипович, Пётр Кузьмич, Лука Степанович, Василий Фёдорович, Алексей Дмитриевич — стряпчие (1692).
- Пановы: Яков и Михаил Фёдоровичи — стольники царицы Прасковьи Фёдоровны (1692).
- Пановы: Фёдор Никулин, Семён Андреевич, Пётр Фадеевич, Никита Семёнович, Кузьма Ларионович — московские дворяне (1679—1692).
- Пановы: Павел Борисович, Михаил Фадеевич, Матвей Петрович, Илья Михайлович, Иван Иванович, Данила Константинович, Афанасий Осипович, Александр Андреевич — стольники (1680—1692).
- Пановы: Пимен Львович, Пётр Никулин, Никифор Артемьевич, Дмитрий Родионович, Алексей Павлович — дьяки (1692—1706)[5][6].